# HD172743
HD172743 — хімічно пекулярна зоря спектрального класу A7, що має видиму зоряну величину в смузі V приблизно  8,4.
Вона  розташована на відстані близько 739,6 світлових років від Сонця.